# Estátua de Diana, Princesa de Gales
A Estátua de Diana, Princesa de Gales, está localizado no Sunken Garden do Palácio de Kensington em Londres, Reino Unido. Encomendada pelos dois filhos de Diana, Guilherme e Henrique no 20º aniversário de sua morte, a estátua foi projetada e executada pelo escultor Ian Rank-Broadley e colocada no jardim recentemente redesenhado por Pip Morrison antes de ser inaugurada como um memorial a Princesa Diana que teria completado seu 60º aniversário.

## Antecedentes

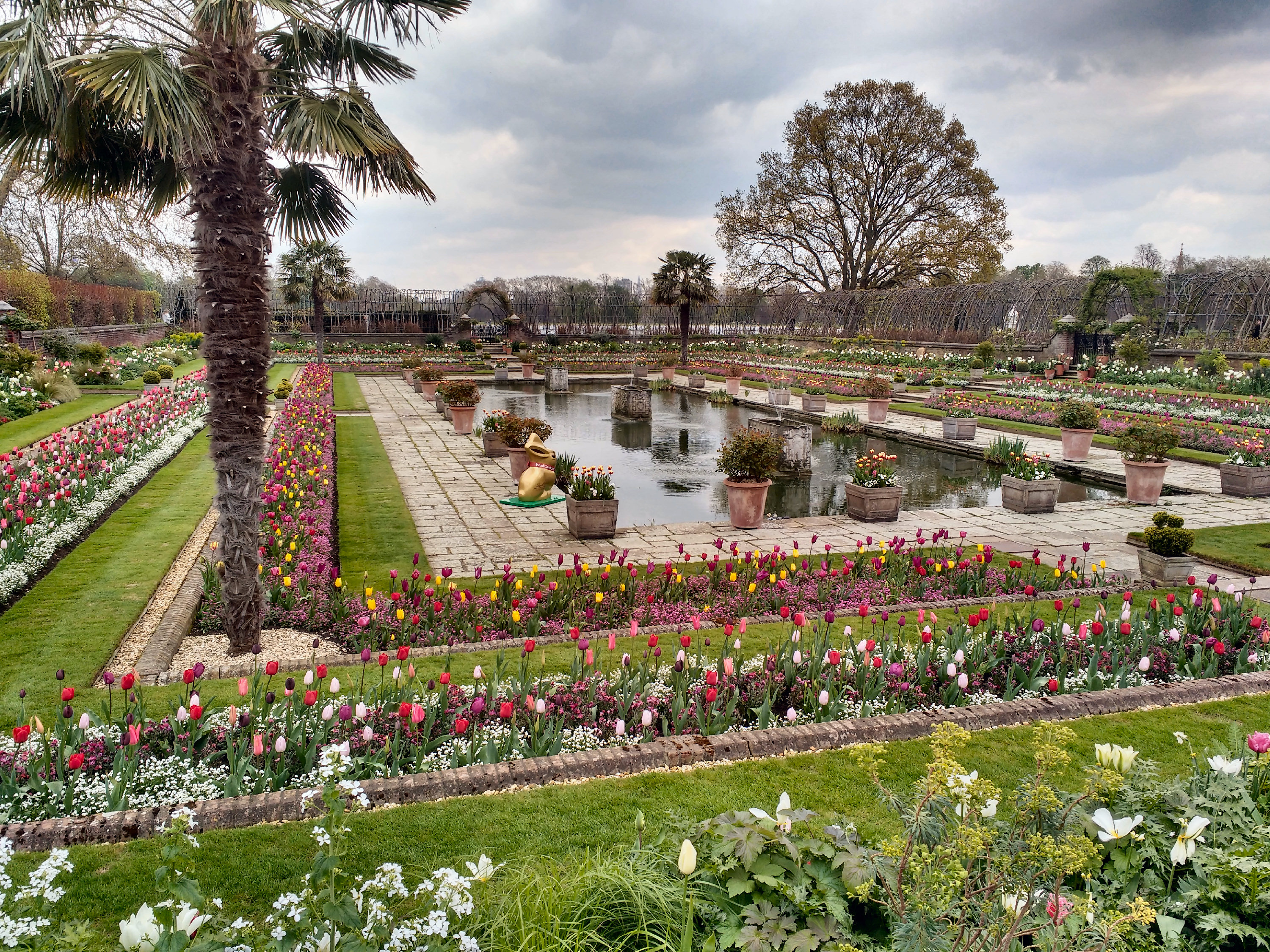
The Sunken Garden em 2019, onde está a estátua

Em janeiro de 2017, os filhos de Diana encomendaram uma estátua de sua mãe para o Palácio de Kensington para comemorar o 20º aniversário de sua morte. Em um comunicado oficial divulgado pelo Palácio de Kensington, o Príncipe William e o Príncipe Harry disseram: "Nossa mãe tocou tantas vidas. Esperamos que a estátua ajude todos aqueles que visitam o Palácio de Kensington a refletirem sobre sua vida e seu legado."  O dinheiro foi arrecadado por meio de doações públicas, e um pequeno comitê formado por amigos próximos e conselheiros, incluindo a irmã de Diana, Lady Sarah McCorquodale, estaria trabalhando no projeto. Na época, o correspondente real da BBC, Peter Hunt, escreveu: "Este monumento nacional para a esposa de um futuro rei e a mãe de outro está sendo construído há muito tempo. A estátua da Rainha Mãe foi inaugurada sete anos após sua morte." 
Em dezembro de 2017, foi anunciado que Ian Rank-Broadley foi contratado para executar a estátua. Sua conclusão estava inicialmente prevista para 2019.

## Design
"Estas são as unidades para medir o valor".
"Desta mulher como uma mulher, independentemente do nascimento".
"Não, qual era o seu posto?
"Mas ela tinha coração?
"Como ela desempenhou seu papel dado por Deus?"

Uma parte de A Medida de um Homem, esculpido na pedra de pavimentação em frente à estátua
A estátua foi inaugurada por Guilherme e Henrique em 1º de julho de 2021, no que seria o 60º aniversário de Diana, e a mostra cercada por três crianças "que representam a universalidade e o impacto geracional do trabalho da princesa".  Ela está situado no meio de uma das extremidades do Sunken Garden, recentemente redesenhado por Pip Morrison. O trabalho de redesenho do jardim começou em outubro de 2019; cinco jardineiros plantaram mais de 4.000 flores individuais, incluindo muitos miosótis, a flor favorita de Diana, junto com "rosas de bailarina e rosa noisette, triunfador branco e tulipas cor de rosa chinesas, lavanda, dálias e ervilhas". Uma pedra de pavimentação em frente à estátua apresenta um trecho do poema A Medida de um Homem, anteriormente citado no serviço memorial de 2007 para comemorar o 10º aniversário da morte de Diana.

## Recepção
Em sua crítica, o crítico Jonathan Jones notou sua "estética horrível. . . O realismo plano e cauteloso suavizado por uma vaga tentativa de ser íntimo torna isso um pedaço de bobagem sem espírito e sem caráter."  Lily Waddell no Evening Standard chamou de "bonito", e que "capturou a princesa do povo em ação e seu coração bondoso".
Tristram Fane Saunders do The Daily Telegraph criticou a escolha do poema para a pedra do pavimento, afirmando que o trecho de "um poema que já era medíocre piorou" ao interromper o ritmo e virar "Para medir o valor / De um homem como um homem" para "para medir o valor / Desta mulher como mulher".